# Experimenta Heilbronn

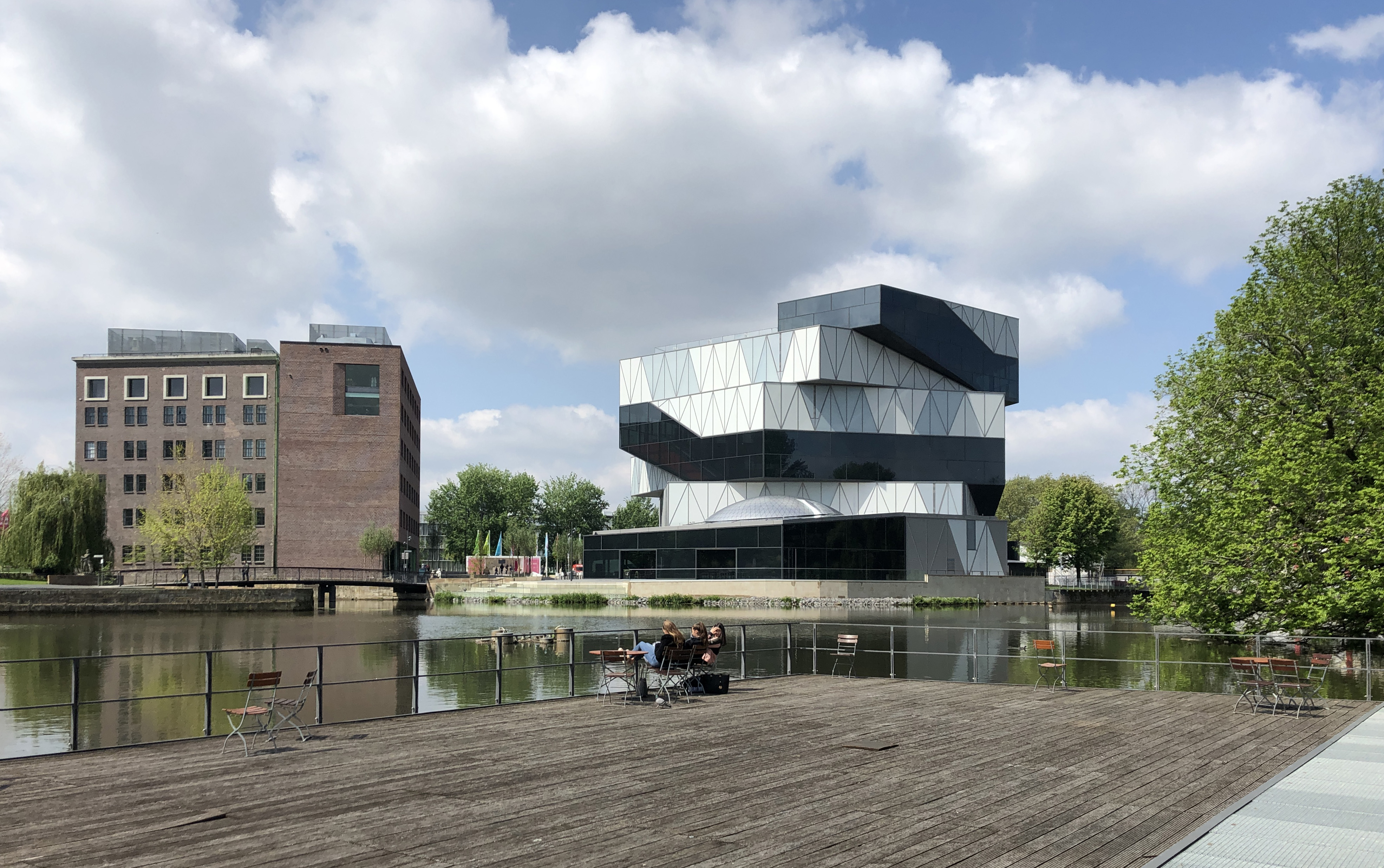
Blick von der Neckarmeile auf das Science Center experimenta mit Altbau (links) und Neubau (rechts)

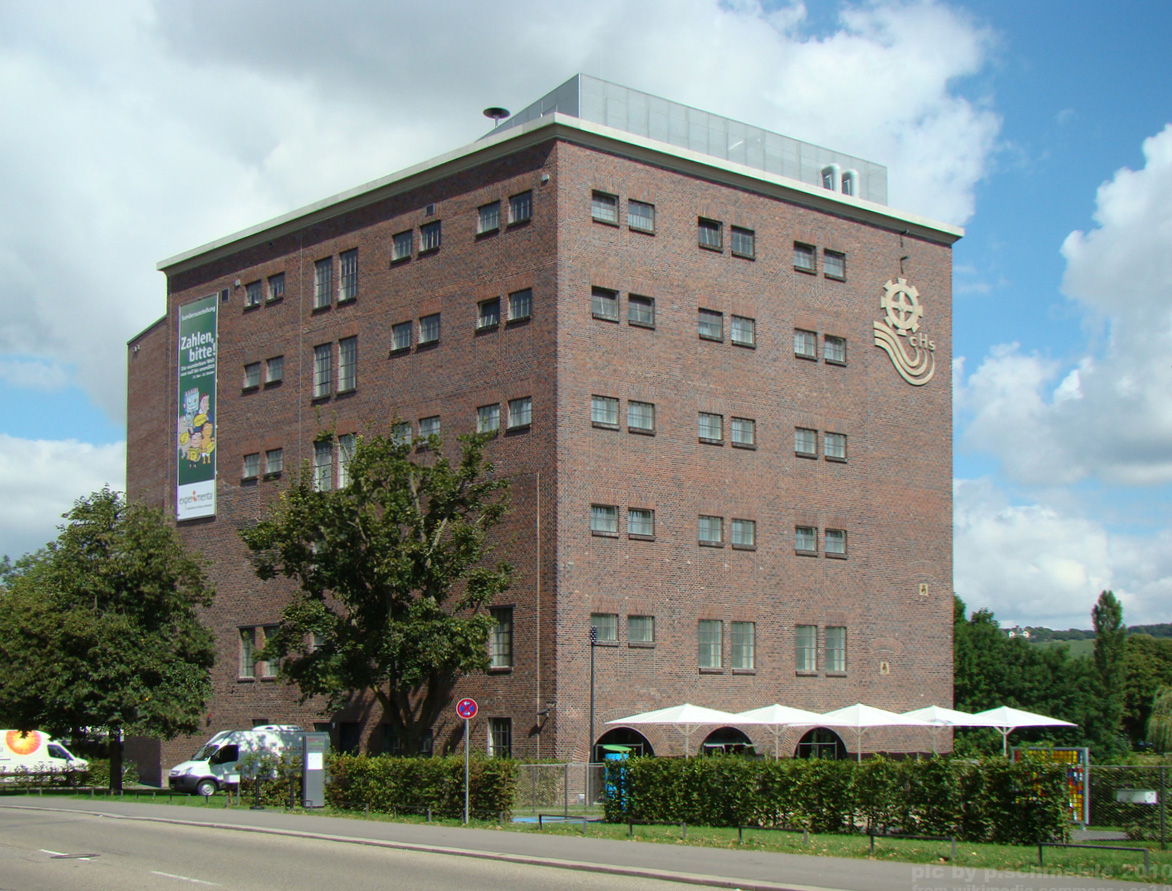
Experimenta in Heilbronn

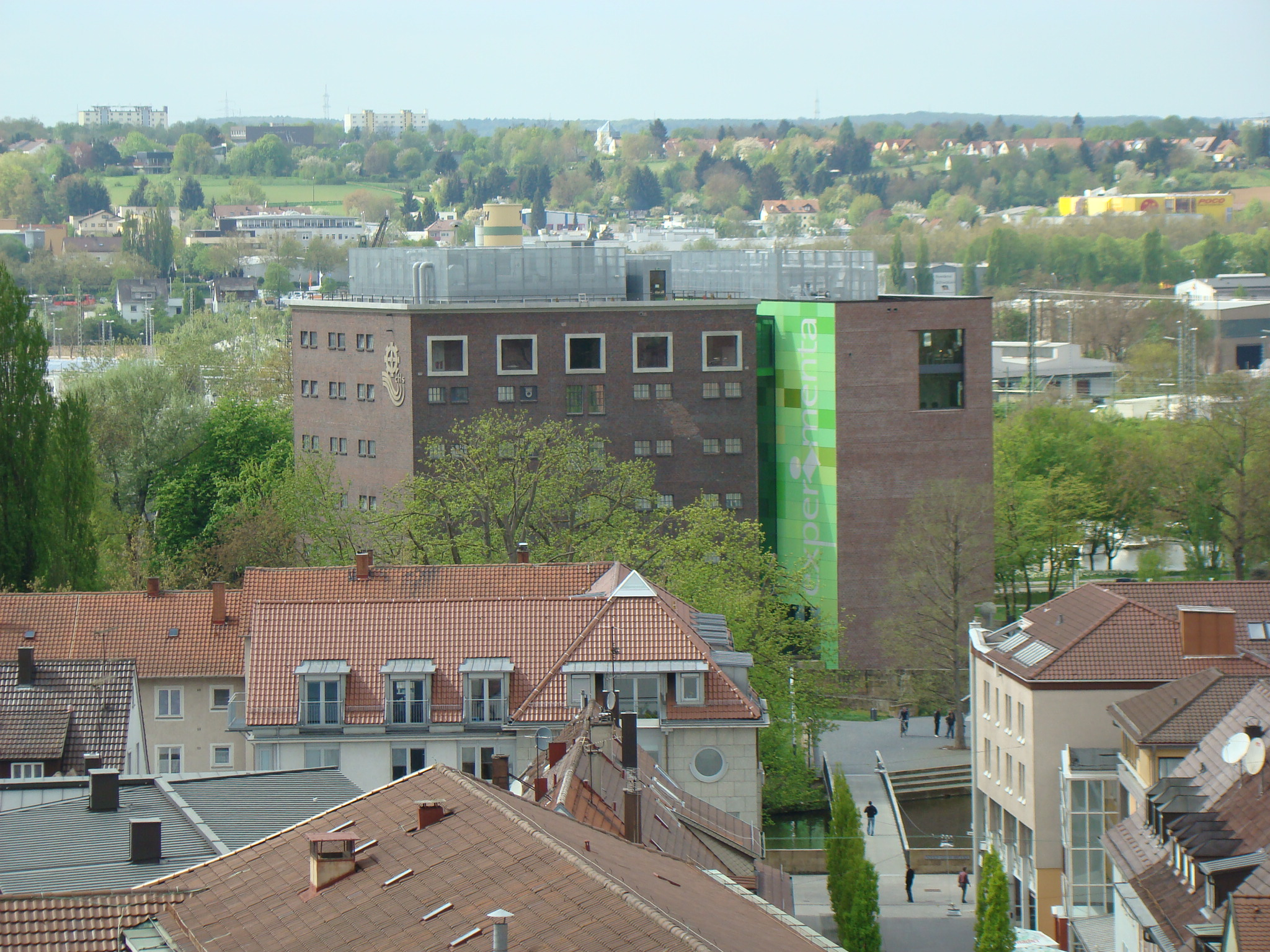
experimenta-Altbau vom Hafenmarktturm aus gesehen

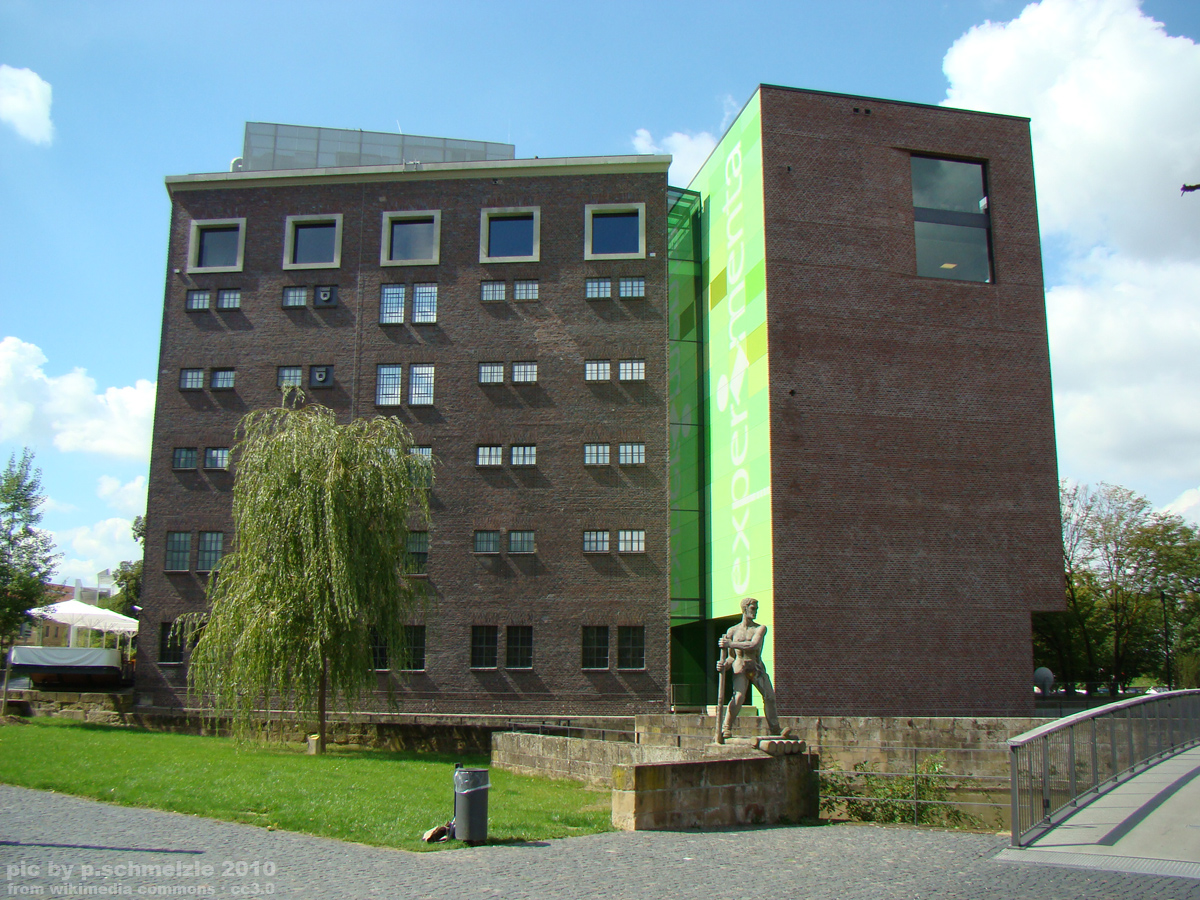
Das Gebäude von der Bleichinsel aus gesehen

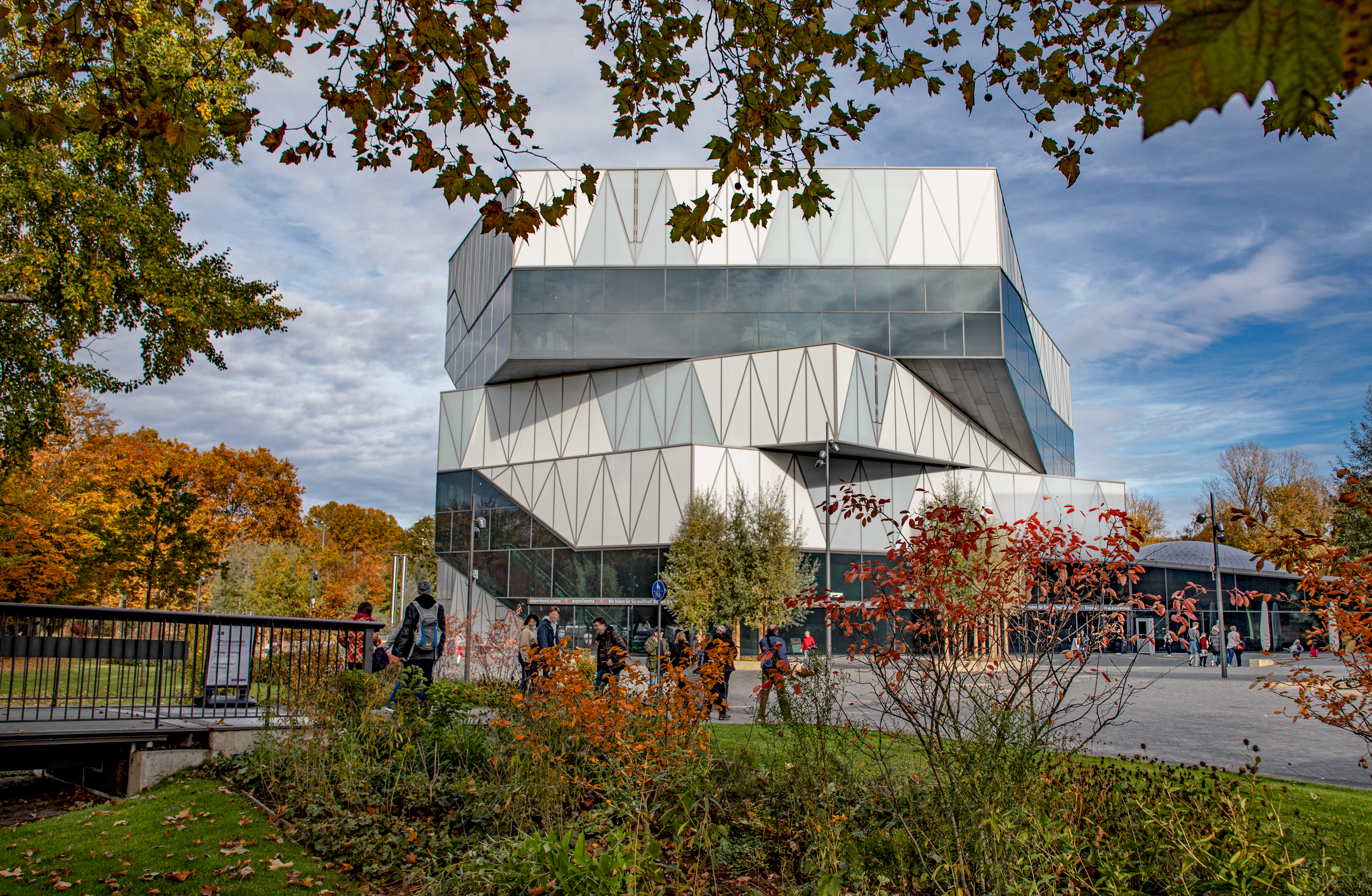
Neubau der Experimenta nach einem Entwurf des Berliner Architekturbüros Sauerbruch Hutton

Die experimenta ist ein Science Center in Heilbronn, Baden-Württemberg. Die Lern- und Erlebniswelt ist im ehemaligen Lagergebäude Hagenbucher und dem im März 2019 eröffneten Neubau auf der Kraneninsel untergebracht. Es soll Naturwissenschaft und Technik für Menschen aller Altersgruppen begreifbar machen. Die experimenta besteht aus dem Ausstellungsbereich „Entdeckerwelten“, den „Erlebniswelten“ mit Science Dome, Sternwarte und Experimentaltheater sowie den „Forscherwelten“ im Bestandsbau mit acht Laboren, einer Experimentierküche, dem Jugendforschungszentrum Nordwürttemberg und dem Maker Space.

## Geschichte
Nachdem das Lagerhaus Hagenbucher bis 2003 verschiedenen kulturellen Zwecken gedient hatte und bis zu jener Zeit auch Planungen für die Nutzung als Erweiterung der städtischen Museen bestanden, fiel bald darauf der Entschluss zur künftigen Nutzung als Science Center. Aus einem Architektenwettbewerb von 2006 ging das Berliner Architekturbüro studioinges als Sieger hervor.
Als Modell der öffentlich-privaten Partnerschaft wurden die Kosten des Umbaus überwiegend von der Stadt Heilbronn übernommen, während die kompletten Ausstellungseinbauten und Exponate über Sponsoren finanziert wurden. Insgesamt wurden auf diesem Weg 30,8 Millionen Euro in die Anlage mit rund 7500 Quadratmetern Nutzfläche investiert – rund 3,8 Millionen mehr als zunächst veranschlagt. Die Stadt Heilbronn war mit einem Anteil von 15,6 Millionen Euro vor der Dieter-Schwarz-Stiftung (15,2 Millionen) der größte Geldgeber. Weitere Sponsoren waren unter anderem EnBW, Gasversorgung Süddeutschland, Würth-Gruppe und die Südwestdeutschen Salzwerke. Ein Parkhaus für rund sechs Millionen Euro sowie weitere Verkehrsbauten im Zusammenhang mit der experimenta finanzierte die Stadt Heilbronn alleine. Im Mai 2008 begannen die Bauarbeiten.
Die experimenta wurde am 14. November 2009 eingeweiht. Träger der Einrichtung ist eine Gesellschaft, deren Mitglieder die Stadt Heilbronn, die Dieter-Schwarz-Stiftung, die IHK Heilbronn-Franken, die Hochschule Heilbronn und die Akademie für Information und Management sind. 2015 wurden rund 168.000 Besucher gezählt.
2013 kündigte die Dieter-Schwarz-Stiftung eine substanzielle Erweiterung der experimenta an. Ein Neubau mit rund 13.500 Quadratmetern Nutzfläche samt „Science Dome“ und Biosphärengebäude sollte bis 2017 fertiggestellt werden. Im November 2013 präsentierte die Stiftung den Siegerentwurf eines international besetzten Architektenwettbewerbs, bei dem sich das Büro Sauerbruch Hutton durchgesetzt hatte. Nach Beginn der Bauarbeiten auf der Kraneninsel wurden eine Kammerschleuse aus dem Jahr 1734 und ein ganz in Holz gefasster Mühlenkanal aus dem Jahre 1830 freigelegt. Durch die archäologischen Grabungen verzögerten sich die Bauarbeiten. Wegen der Umbauarbeiten war die experimenta ab dem 31. Juli 2017 bis zur Wiedereröffnung mit dem Erweiterungsbau vorübergehend geschlossen. Als Ausweichquartier wurde ab 2018 das Motorschiff Experimenta genutzt.
Die Neueröffnung mit umgebauten Bestandsgebäude und dem Neubau folgte am 31. März 2019. Die experimenta ist nach eigenen Angaben seitdem Deutschlands größtes Science Center. Vom Eröffnungstag am 31. März bis zum Jahresende 2019 kamen 251.149 Besucher in die experimenta – das sind etwa doppelt so viele Menschen, wie Heilbronn Einwohner hat. Im gleichen Jahr startete das alle zwei Jahre stattfindende Science & Theatre Festival, das vom Stadttheater Heilbronn in Zusammenarbeit mit der experimenta veranstaltet wird. Das Science Center war vom 27. bis 30. Mai 2021 Veranstaltungsort des 56. Bundeswettbewerbs Jugend forscht. Der Wettbewerb fand wegen der Corona-Pandemie online statt, 2024 wurde der Bundeswettbewerb durch die experimenta vom 30. Mai bis zum 2. Juni in Präsenz ausgerichtet. Vom 2. bis 4. Juni 2022 richtete die experimenta die Ecsite-Tagung, eine der größten Konferenzen für Wissenschaftskommunikation, aus. Im Jahr 2024 erreichte das Science Center mit 433.358 Gästen einen neuen Besucherrekord.
Im Herbst 2023 starteten die Bauarbeiten für ein drittes Gebäude der experimenta: dem sogenannten KI-Pavillon. In diesem befindet sich eine vom Science Center entwickelte Mitmachausstellung zum Thema Künstliche Intelligenz. Der Pavillon ist seit dem 23. April 2024 für die Öffentlichkeit kostenfrei zugänglich. Mit dem Bau ging eine Umgestaltung des Experimenta-Platzes zwischen den experimenta-Gebäude einher. Der Platz wurde an mehreren Stellen entsiegelt und mit Grüninseln versehen.
Der erste Geschäftsführer der experimenta war Wolfgang Hansch. Er leitete von 2007 bis 2022 das neu gegründete Science Center. Seine Nachfolge trat Bärbel Renner im Juli 2022 an. Die Kommunikationsexpertin bestritt das Amt der Geschäftsführerin bis März 2025. Ihr folgte im April 2025 Andreas Gundelwein als Geschäftsführer der experimenta.

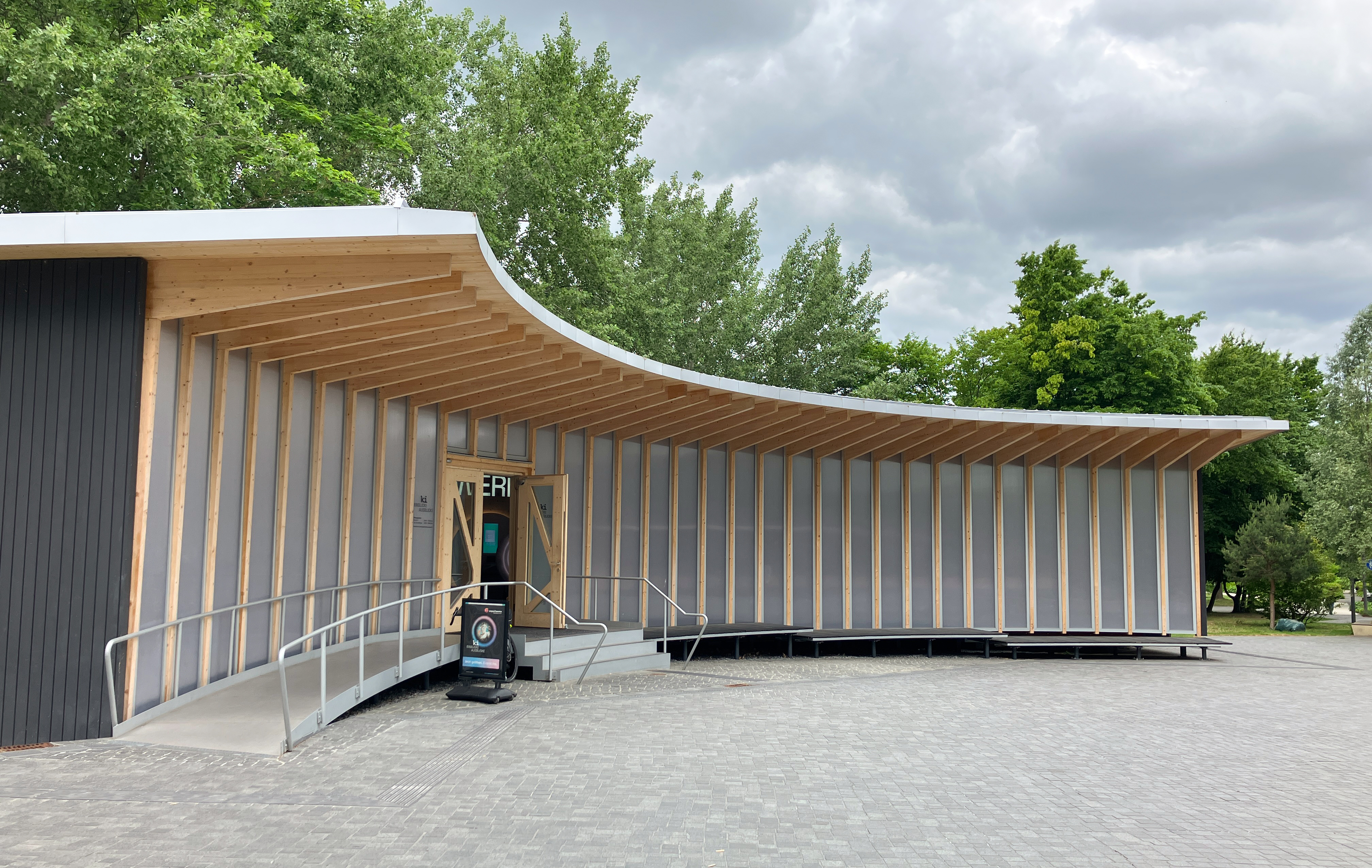
Der KI-Pavillon der experimenta in Heilbronn

## Bereiche
Die experimenta ist in drei Bereiche gegliedert: Der Bereich Entdeckerwelten besteht aus den vier Ausstellungsetagen Stoffwechsel, Kopfsachen, Weltblick und Forscherland mit rund 275 Mitmachstationen. Auf jeder Etage befindet sich zusätzlich ein gläsernes Kreativstudio, in dem handwerklich, technisch, kreativ oder kommunikativ gearbeitet werden kann. Beispielsweise können einen Trickfilm produziert, ein Musikstück komponiert oder Körperzellen erforscht werden. Zusätzlich bietet die experimenta wechselnde Sonderausstellungen aus internationalen Science Centern und Museen an, wie „Du und dein Gehirn“ aus dem finnischen Heureca, „Ozeane“ aus dem American Museum of Natural History in New York oder „Darm mit Charme“ aus Paris.
Die Erlebniswelten bestehen aus dem Science Dome, Experimentaltheater und Sternwarte. Über den Science Dome, der eine Mischung aus Planetarium und Theater mit 100 Quadratmeter großer Bühne darstellt, spannt sich eine Kuppel. Die Projektionsfläche der Kuppel ist 700 Quadratmeter groß. Der Zuschauerbereich im Science Dome fasst 150 Sitzplätze und ist um 180 Grad drehbar. Zur Ausstattung gehören unter anderem ein 3D-Audiosystem, eine Laseranlage, ein Wasservorhang auf der Bühne sowie ein Hochleistungsprojektor zur detailgetreuen Herstellung des Sternenhimmels in der Kuppel. Die Sternwarte auf dem Dach des Neubaus beherbergt zwei große Teleskope: ein Spiegelteleskop mit 50 Zentimetern Durchmesser und einer Brennweite von 3500 Millimetern und ein Linsenteleskop mit 25 Zentimetern Durchmesser und 2200 Millimetern Brennweite. Das Experimentaltheater ist für Kinder bis zehn Jahre konzipiert und vermittelt Wissenschaft und Technik in selbst entwickelten Showformaten.
Die Forscherwelten bestehen aus acht Laboren und einer Experimentierküche. Die Laborkurse aus den Bereichen Biologie, Chemie, Physik und Informatik decken viele Themen der baden-württembergischen Bildungspläne für alle Altersgruppen ab. Im Jugendforschungszentrum Nordwürttemberg können junge Forscher wissenschaftlich arbeiten. Im Maker Space wird Menschen ab 14 Jahren eine Plattform zum Ausprobieren und eine Werkstatt zum praktischen Arbeiten gegeben.

## Angebote für Schüler
Die „Akademie junger Forscher“ war bis zur vorübergehenden Schließung im Sommer 2017 das Schüler-Forschungszentrum der experimenta. Sie bestand aus fünf pädagogisch betreuten Experimental-Laboren: Archimedes-Atelier, Friedrich-von-Alberti-Atelier, Wilhelm-Maybach-Labor, Robert-Mayer-Labor und Marie-Curie-Labor.
Seit dem Umbau verfügt die experimenta in ihren Forscherwelten über acht Labore, eine Experimentierküche und den offenen Werkstattbereich Maker Space. Die experimenta ist durch das Ministerium für Kultus, Jugend und Sport des Landes Baden-Württemberg als außerschulischer Lernort und außerschulisches Forschungszentrum offiziell anerkannt. Es werden rund 60 Kurse, vom Kindergarten bis zur Sekundarstufe 2, aus den Bereichen, Biologie, Chemie, Informatik, Physik und Technik angeboten.

## Architektur
Das Science Center mit seinem rund 7500 Quadratmetern Nutzfläche ist zum Teil in einem historischen Ölsaatenspeicher, der unter dem Namen Hagenbucher bekannt ist, untergebracht. Der Umbau und die Erweiterung des auf einer Neckarinsel gelegenen Speichers erfolgte auf Grundlage eines im Jahr 2007 gewonnenen Architektenwettbewerbs durch das Berliner Architekturbüro studioinges. Der markante Klinkerbau wurde durch einen schlanken Neubau ergänzt, der ebenfalls mit der gleichen Klinkerschale versehen wurde. Eine gläserne Fuge zwischen dem Alt- und Neubau wird durch eine beleuchtete, grüne Wand begleitet, die die Haupterschließung aufnimmt. Der Umbau wurde bei der Verleihung des Deutschen Ziegelpreises 2011 mit dem Nachwuchspreis ausgezeichnet.
Im Juni 2016 fand die Grundsteinlegung für den Erweiterungsbau mit seinen 13.500 m² Nutzfläche statt. Das Berliner Architekturbüro Sauerbruch Hutton hatte hierfür 2013 den Wettbewerb unter 18 Büros gewonnen. Fünf Geschosse, jedes fünfeckig im Grundriss, sind gegeneinander verdreht und aus dem weit ausgreifenden Sockel lugt die Kuppel des Science Dome hervor. Die Geschossdrehung folgt der Konzeption der spiralartig um den Kern gedrehten Ausstellungs- und Experimentierflächen, die mit einer umlaufenden, außen ablesbaren Treppe verbunden sind und auf eine Dachterrasse münden. Um die Ausstellungsflächen stützenfrei zu halten, ist der tragende Kern mit den Stahlfachwerkträgern der Fassadenebene zu einer steifen Gesamtkonstruktion verbunden. Das in Stahlverbundbauweise vom Stuttgarter Ingenieurbüro schlaich bergermann und partner (sbp) entwickelte Tragsystem wird von einem zentralen Stahlbetonkern ausgesteift, von dem sich die Holorib-Verbunddecken auf die raumhohen Stahlfachwerkwände spannen, die in ihren Überschneidungspunkten die Lasten abtragen. Fertiggestellt wurde der Neubau im März 2019. Der experimenta-Neubau erhielt 2019 von der Deutschen Gesellschaft für Nachhaltiges Bauen (DGNB) das DGNB-Zertifikat in Platin und die Auszeichnung DGNB Diamant.
Auch das dritte Gebäude, der KI-Pavillon, wurde vom Architekturbüro Sauerbruch Hutton entwickelt. Es steht an der Westseite des Experimenta-Platzes und passt sich mit seiner geschwungenen Form der Umgebung an. Eine lichtdurchlässige Fassade lässt Tageslicht ins Innere. Der KI-Pavillon besteht aus vorgefertigten Holzelementen, die wieder verwendbar sind: Das gesamte Gebäude kann abgebaut und an anderer Stelle wieder aufgebaut werden.